# Dòng (thơ)
Dòng là đơn vị ngôn ngữ tạo thành một bài thơ hay một vở kịch. Dòng hoạt động dựa trên các nguyên lý khác biệt và không nhất thiết trùng hợp với các cấu trúc ngữ pháp như câu hay mệnh đề đề đơn trong câu. Mặc dù để chỉ một dòng thơ đơn lẻ người ta dùng thuật ngữ verse, nhưng hiện nay có khuynh hướng dùng verse để biểu thị hình thức thơ một cách tổng quát hơn.
Một nhóm các dòng riêng biệt được đánh số trong verse thường được gọi là một khổ thơ (stanza).

## Các quy ước chung trong thơ ca phương Tây
Các quy ước xác định những gì tạo thành dòng trong thơ ca phụ thuộc vào nhiều ràng buộc khác nhau, các đặc tính âm thanh hay các quy ước về văn bản cho bất kì ngôn ngữ nào. Nói chung, một dòng được xác định bởi các đơn vị giai điệu hoặc các hình mẫu âm thanh trong khi ngâm thơ (recitation). Các mẫu này có thể được đánh dấu bởi các đặc tính khác như vần hoặc điệp vần (alliteration), hoặc bởi các hình mẫu âm tiết-đếm.
Trong truyền thống văn học Tây phương, việc sử dụng dòng để phân biệt thơ và văn xuôi là một đặc tính thuộc về nguyên tắc gây tranh cãi. Ngay cả trong thơ khi vận luật hình thức hay vần không chặt hoặc vắng mặt, quy ước dòng nhìn chung vẫn được tuân theo, ít nhất là ở dạng viết khi trình bày, mặc dù có ngoại lệ (xem Các mức độ cho phép). Khi viết, hình ảnh trực quan đơn giản trên một trang (hay bất cứ hình thức dàn trang nào khác) vẫn đủ để xác định dòng thơ, và điều này thỉnh thoảng dẫn đến khuyến nghị rằng tác phẩm đang được xem xét không còn là thơ nữa mà chỉ là một bài văn xuôi được cắt nhỏ ra mà thôi. Một dòng bị rơi xuống (dropped line) là một dòng được phá vỡ ra thành hai phần, trong đó phần thứ hai được viết tụt vào để cho thấy sự nối tiếp một cách trực quan.
Các hình thức khác biệt của dòng, như được định nghĩa trong các truyền thống verse khác nhau, thường được phân loại dựa trên các hình mẫu thị giác, thính âm, hay giai điệu khác nhau hoặc độ dài có vận luật thích hợp với ngôn ngữ đang xem xét. (xem vận luật.)
Một quy ước thị giác được dùng (tùy ý muốn) để truyền tải việc sử dụng truyền thống của dòng trong khi in ấn (trong các ngôn ngữ có bộ chữ cái Latinh) là viết hoa chữ cái đầu của từ đầu tiên mỗi dòng không phụ thuộc vào dấu câu ở trong câu, nhưng không cần thiết phải tuân theo việc này. Các yếu tố hình mẫu hình thức khác như vần cuối, cũng chỉ ra rõ ràng cách các dòng xuất hiện trong verse như thế nào.
Trong khi ngâm verse, kết thúc một dòng có thể được phát âm bằng cách dùng một khoảng lặng tức thời (momentary pausa), đặc biệt khi cấu trúc vận luật (metrical composition) của nó là dừng ở cuối (end-stopped), hoặc khi nó bị lờ đi hay phát biểu có thể trở nên trôi chảy mượt mà thông qua ngắt dòng ở run-on.

## Các mức độ cho phép
Trong các dạng "tự do" hơn nói chung và trong verse tự do nói riêng, các quy ước sử dụng dòng thơ trở nên, một cách gây tranh cãi, tùy tiện và trực quan hơn, được xác định sao cho chúng xuất hiện chính xác khi trình bày bằng đánh máy hay dàn trang.
Một lệch chuẩn độc đáo so với quy tắc quy ước dòng xảy ra trong thơ tạo hình khối (concrete poetry), trong đó tính ưu việt của các thành phần thị giác có thể vượt qua hoặc bao hàm dòng thơ trong ý nghĩa tổng thể, hoặc trong thơ âm thanh (sound poem), khi các thành phần thính âm mở rộng khái niệm dòng ra khỏi bất kì gắn kết ngữ nghĩa thuần túy nào.
Một ngoại lệ đặc biệt khác là thơ văn xuôi (prose poem), thơ văn xuôi tránh các dòng thơ một cách có chủ ý.

## Ví dụ
Văn học các nước có một hình mẫu vận luật được xem như "cơ bản" hay thậm chí được coi là có tính đặc trưng "dân tộc". Dòng verse nổi tiếng nhất và được sử dụng rộng rãi trong phép làm thơ (prosody) tiếng Anh là iambic pentameter (bộ năm iamb), trong khi đó một trong những dòng truyền thống phổ biến nhất trong prosody tiếng Hy Lạp và tiếng Latin cổ điển đang còn hoạt động là hexameter (bộ sáu). Trong thơ tiếng Hy Lạp hiện đại, hexameter được thay bởi dòng 15 âm tiết. Trong thơ bằng tiếng Pháp alexandrine là hình mẫu điển hình nhất. Văn học tiếng Ý endecasillabo, một metre gồm 11 âm tiết, là dòng thơ phổ biến nhất. Trong tiếng Serbi các dòng 10 âm tiết được sử dụng trong các bài thơ sử thi dài. Trong tiếng Ba Lan, 2 dạng dòng thơ từng rất phổ biến đó là 11-âm tiết, dựa trên verse tiếng Ý và 13-âm tiết, dựa trên cả verse tiếng Latinh và alexandrine tiếng Pháp. Thơ cổ điển tiếng Sanskrit, như Ramayana và Mahabharata, thì thường dùng shloka.
- Bộ năm iamb tiếng Anh:

Like to Ahasuerus, that shrewd prince,
I will begin — as is, these seven years now,
My daily wont — and read a History
(Written by one whose deft right hand was dust
To the last digit, ages ere my birth)
Of all my predecessors, Popes of Rome:
For though mine ancient early dropped the pen,
Yet others picked it up and wrote it dry,
Since of the making books there is no end.
(Robert Browning, The Ring and the Book 10, Book The Pope, lines 1-9)
- Bộ sáu (hexameter) tiếng Latin:

Arma virumque canō, Trōiae quī prīmus ab orīs
Ītaliam, fātō profugus, Lāvīniaque vēnit
lītora, multum ille et terrīs iactātus et altō
vī superum saevae memorem Iūnōnis ob īram;
multa quoque et bellō passūs, dum conderet urbem,
inferretque deōs Latiō, genus unde Latīnum,
Albānīque patrēs, atque altae moenia Rōmae. 
(Virgil, Aeneid, Book I, lines 1-7)
- Alexandrine tiếng Pháp:

Comme je descendais des Fleuves impassibles,
Je ne me sentis plus guidé par les haleurs:
Des Peaux-Rouges criards les avaient pris pour cibles,
Les ayant cloués nus aux poteaux de couleurs.
(Arthur Rimbaud, Le bateau ivre, lines 1-4)
- Endecasillabo tiếng Ý:

Per me si va ne la città dolente,
per me si va ne l'etterno dolore,
per me si va tra la perduta gente.
Giustizia mosse il mio alto fattore;
fecemi la divina podestate,
la somma sapïenza e ’l primo amore. 
(Dante Alighieri, Divina commedia, Inferno, Canto III, dòng 1-6)
Những người tiên phong trong việc dùng dòng thơ tự do hơn trong văn hóa phương Tây gồm có Whitman và Apollinaire.